# V487 Возничего
V487 Возничего (лат. V487 Aurigae) — одиночная переменная звезда в созвездии Возничего на расстоянии приблизительно 9660 световых лет (около 2962 парсеков) от Солнца. Видимая звёздная величина звезды — от +13,3m до +10,6m.

## Характеристики
V487 Возничего — пульсирующая полуправильная переменная звезда (SR:).